# John Burnside

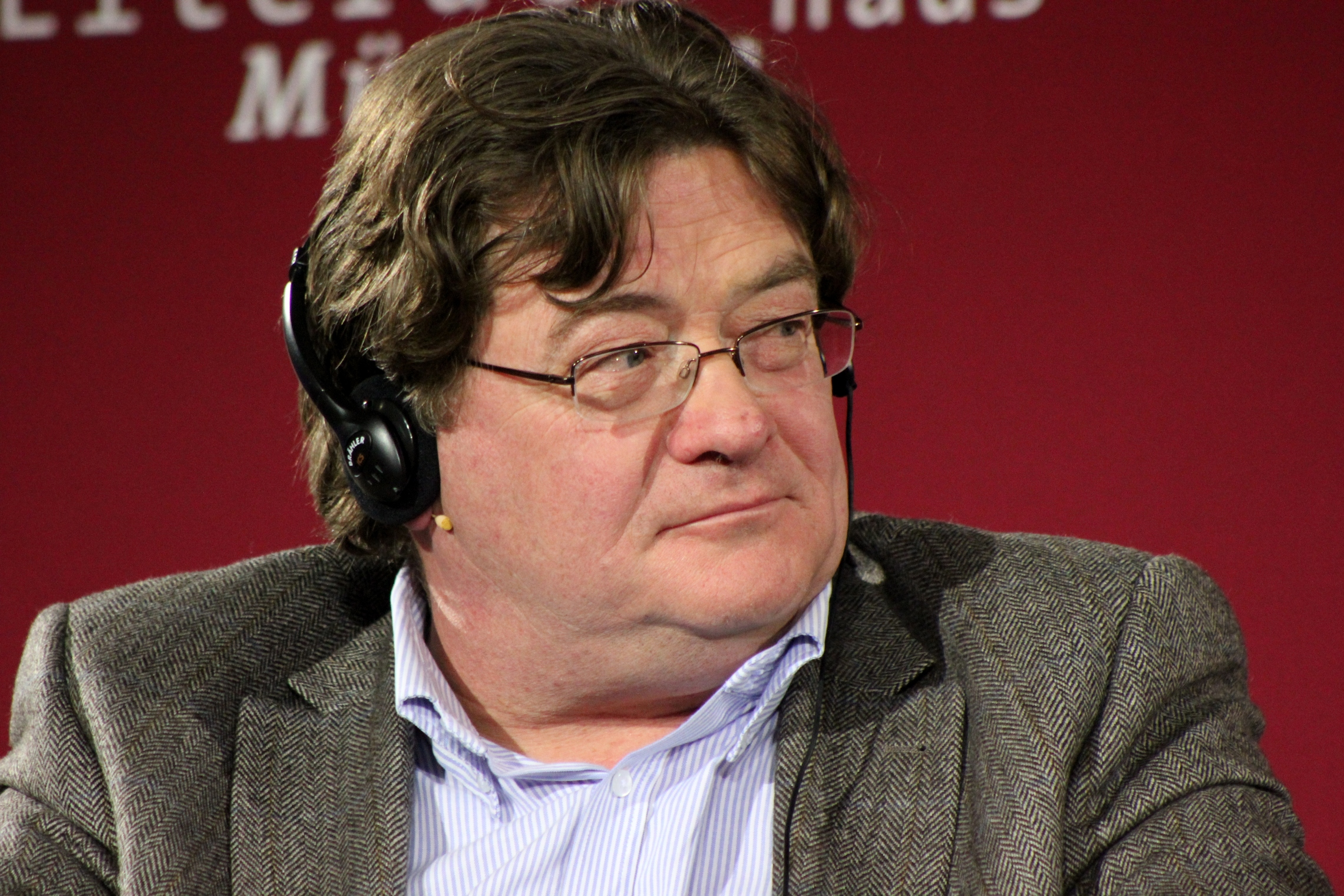
John Burnside (2012)

John Burnside (* 19. März 1955 in Dunfermline, Fife, Schottland; † 29. Mai 2024) war ein schottischer Schriftsteller.

## Leben
John Burnside wuchs in Cowdenbeath auf und zog mit zehn Jahren nach Corby. Er begann als ungelernter Industriearbeiter in einer Fabrik der Automobilzuliefererindustrie. Er studierte in Cambridge am damaligen College of Arts and Technology (heute: Anglia Ruskin University) Englisch und europäische Sprachen. Danach war er in der Entwicklung von Computer-Software tätig, bevor er 1996 freiberuflicher Schriftsteller wurde.
Burnside war Writer in Residence der University of Dundee und Professor für Kreatives Schreiben an der University of St Andrews in Schottland. Er schrieb eine Kolumne in The Guardian und war 2007 einer der Juroren beim kanadischen Griffin Poetry Prize; 2011 war er ein Juror für den Manchester Fiction Prize.
In seinem ersten Roman Haus der Stummen ging er dem Experiment von Jalaluddin Muhammad Akbar nach, ob Sprache angeboren oder erlernt ist. Der Roman Glister ist ein Lehrstück über die Umweltzerstörung. In I put a spell on you geht er der Arbeitergeneration seines Vaters nach. In seinen autobiografischen Schriften thematisiert er das für ihn unnormale Leben in den Vorstädten aus dem Blickwinkel seiner Apophänie und seiner Drogensucht, denen er mit einer Schreibsucht entkam.
Burnsides u. a. von T. S. Eliot beeinflusste Lyrik zeugt von Begegnungen mit den Geräuschen, Tieren und Pflanzen seiner Umgebung. Deren Raumgestalt spielt eine Rolle: Hecken, Zäune, Gärten, Gräben, Schneisen im Wald, Bahnsteige, Häfen, Strände, Übergangszonen in der Dämmerung. Dennoch kommt kein Gefühl von home auf; die Grenzen zwischen Innen und Außen verschwimmen; viele Räume bleiben leer.
Burnside starb am 29. Mai 2024 nach kurzer Krankheit im Alter von 69 Jahren.

## Auszeichnungen (Auswahl)
- 1994: Geoffrey Faber Memorial Prize für Feast Days
- 2000: Whitbread Book Award für The Asylum Dance
- 2000: Encore Award zusammen mit Claire Messud, Mat Thorne und Phil Whitaker
- 2008: Cholmondeley Award
- 2011: Petrarca-Preis gemeinsam mit Florjan Lipuš
- 2011: Internationaler Literaturpreis Corine für Lügen über meinen Vater
- 2011: Forward Poetry Prize für die Gedichtsammlung Black Cat Bone
- 2011: T. S. Eliot Prize (Großbritannien) für Lyrik für Black Cat Bone
- 2012: Spycher: Literaturpreis Leuk gemeinsam mit Judith Schalansky[7]
- 2017: Hörspiel des Jahres für Coldhaven, Übersetzung. Komposition und Regie: Klaus Buhlert (SWR)
- 2018: Hörspielpreis der Kriegsblinden für Coldhaven. Übersetzung, Komposition und Regie: Klaus Buhlert (SWR)
- 2020: N. C. Kaser-Lyrikpreis[8]
- 2023: David Cohen Prize[9]

## Werke (Auswahl)
Gedichte:
- The Hoop, 1988 – mit dem Scottish Arts Council Book Award ausgezeichnet. Carcanet, Manchester, ISBN 0-85635-742-1.
- Common Knowledge, 1991 – mit dem Scottish Arts Council Book Award ausgezeichnet.
- Feast Days, 1992 – mit dem Geoffrey Faber Memorial Prize ausgezeichnet.
- The Asylum Dance, 2000.
- The Light Trap, Jonathan Cape, London 2002, ISBN 978-0-224-06177-3.
  - Versuch über das Licht, aus dem Englischen und mit einem Nachwort von Iain Galbraith. Edition Lyrik Kabinett bei Hanser, München 2011, ISBN 978-3-446-23496-3.
- Black Cat Bone, Reihe Cape Poetry. Jonathan Cape, London 2011, ISBN 978-0-224-09385-9.
  - Anweisungen für eine Himmelsbestattung. Ausgewählte Gedichte. Englisch-Deutsch (aus den Jahren 1994–2016), übersetzt von Ian Galbraith. Carl Hanser, München 2016, ISBN 978-3-446-25266-0.
- Im Namen der Biene/In the Name of the Bee, dt. von Iain Galbraith. Golden Luft Verlag, Mainz 2018, ISBN 978-3-9818555-3-1.
- Apostasie/Apostasy, dt. von Iain Galbraith. Golden Luft Verlag, Mainz 2023, ISBN 978-3-9822844-5-3.

Romane und Kurzgeschichten:
- The Myth of the Town, 1995.
- The Dumb House, 1997.
  - Haus der Stummen, dt. von Bernhard Robben, Knaus Verlag, München 2014. ISBN 978-3-8135-0612-9.
- The Mercy Boys, 1999 – mit dem Encore Award ausgezeichnet.
- Burning Elvis (Kurzgeschichten), 2000.
- The Locust Room, 2001.
- Living Nowhere. Jonathan Cape, London 2003.
- The Devil’s Footprints, 2007.
  - Die Spur des Teufels, dt. von Bernhard Robben. Knaus Verlag, München 2008. ISBN 978-3-442-73997-4.
- Glister, 2008.
  - Glister, dt. von Bernhard Robben. Knaus Verlag, München 2009. ISBN 978-3-442-74219-6.
- A Summer of Drowning, 2011.
  - In hellen Sommernächten, dt. von Bernhard Robben. Knaus Verlag, München 2012, ISBN 978-3-8135-0460-6.
- Something like Happy, Jonathan Cape, London 2013, ISBN 978-0-224-09703-1.
  - So etwas wie Glück: Geschichten über die Liebe, dt. von Bernhard Robben. Penguin Verlag 2022, ISBN 978-3-328-60264-4.
- All One Breath. Jonathan Cape, London 2014, ISBN 978-0-224-09740-6.
- Ashland & Vine. Jonathan Cape, London 2017.
  - Ashland & Vine. Übersetzung Bernhard Robben. Knaus Verlag, München 2017, ISBN 978-3-8135-0461-3.
- Havergey. Little Toller, 2017.

Hörspiele:
- Der Baucan, Komposition und Regie: Klaus Buhlert, SWR 2015.
- Coldhaven, Komposition und Regie: Klaus Buhlert, SWR 2017. Hörspiel des Jahres.
- Fügung, Regie: Iris Drögekamp, SWR 2013.
- In hellen Sommernächten, Bearbeitung und Regie: Barbara Meerkötter, NDR 2013.

Autobiographie:
- A Lie About My Father, 2006.
  - Lügen über meinen Vater. dt. von Bernhard Robben. Knaus Verlag, München 2011. ISBN 978-3-8135-0315-9.
- Waking up in Toytown, 2010.
  - Wie alle anderen, dt. von Bernhard Robben. Knaus Verlag, München 2016. ISBN 978-3-8135-0714-0.
- I Put a Spell on You, 2014.
  - Über Liebe und Magie – I Put a Spell on You, dt. von Bernhard Robben. Penguin Verlag, München 2019. ISBN 978-3-328-60089-3.

als Herausgeber:
- mit Alex Finlay: Love for Love, an Anthology of Love Poems, 2000.
- Wallace Stevens: Poems, ausgewählt von John Burnside, 2008.
- mit Jo Lendle: Akzente 2 / 2018: Ordnung, 2018.
- Natur! Hundert Gedichte. Ausgewählt und mit einem Essay von John Burnside, Penguin Verlag, München 2018, ISBN 978-3-328-60000-8.